# Aritz Moreno
Aritz Moreno (San Sebastián, 11 de diciembre de 1980) es un director de cine español.

## Trayectoria
Moreno estudió Imagen en la Escuela de Cine y Vídeo de Andoáin. Ha dirigido cortometrajes y un largometraje con los que ha optado a distintos premios. En la actualidad realiza proyectos audiovisuales, desde vídeo clips hasta vídeos de presentación para festivales. Ha trabajado en promos y tráileres como los de Loreak, Handia y Acantilado. En 2003, dirigió su primer cortometraje Portal Mortal, con el que ganó premios como el de mejor corto en vídeo del Almería International Short Film Festival en el 2004.
Tres de sus cortometrajes han sido seleccionados por el catálogo Kimuak: Cotton Candy (2008), Bucle (2011) y Cólera (2013), y han obtenido premios, como el Mèliés de Plata al Mejor Cortometraje Fantástico Europeo y la Mención Especial del Jurado en el Festival de Málaga de Cine Español en 2009 por Cotton Candy, que trata sobre un hombre atrapado en su jersey que transmite una rara sensación de incomodidad. Por Bucle obtuvo el Gran Premio del Jurado en el Short Short Film Festival de Nueva York, o el Best Filminute en 2011, siendo el primer cortometraje español en ganar este festival internacional, además de estar nominado a los Goya de 2011.
Cólera (2013) se basa en el cómic Terminated con guion de Bruce Jones y dibujo de Richard Corben. Este cortometraje lo protagonizó Luis Tosar, y fue seleccionado en festivales de todo el mundo como el Festival de Cine de Austin, Festival de Cine de Londres o el Festival de Cine de Sitges, y ha sido reconocido con la insignia Staff Pick en Vimeo. Asimismo, el corto fue vencedor del MadTerrorFest en 2013.
También realizó el videoclip de animación Mutante, con la música de Lobo Eléctrico, en 2010, y para el que utilizó la rotoscopia, y compuso 4.536 fotogramas dibujados a mano a 25 fotogramas por segundo. El corto ¿Por qué te vas?, que dirigió junto con Telmo Esnal también en 2010, fue un regalo para José Luis Rebordinos cuando dejó la Semana del Cine Fantástico y de Terror de San Sebastián.
Estrenó su primer largometraje en 2019, titulado Ventajas de viajar en tren, un proyecto basado en la novela homónima de Antonio Orejudo, que cuenta con la colaboración de Euskal Irrati Telebista, y está protagonizado por Luis Tosar, Belén Cuesta, Pilar Castro y Ernesto Alterio. Moreno describe la película como un thriller conspiranoico y ha contado con la dirección de fotografía de Javier Agirre y la música de Cristóbal Tapia de Veer. La película fue proyectada en el cine Ex Theatre Roppongi de Tokio. Cerca de 400 personas acudieron a la proyección del filme, dentro de competición en el Festival Internacional de Cine de Tokio (TIFF) que se celebró en noviembre de 2019 en la capital japonesa. Ha sido la ganadora del premio Feroz a la mejor película cómica. La cinta compitió en la sección oficial del Festival Internacional de Cinema Fantàstic de Catalunya.
En 2013 ccreó la productora Señor y Señora, con Leire Apellaniz.

## Reconocimientos
Moreno fue incluido en la lista de los diez talentos emergentes del cine español de la revista Variety durante el Festival de Cannes de 2013. Ese mismo año, optó al Premio Goya para el mejor director de fotografía por el documental Zuloak (2012). Y ha recibido el premio Pávez Emergente en 2019 como reconocimiento al trabajo y al esfuerzo realizado. Su debut en el largometraje con Ventajas de viajar en tren le ha valido la nominación a Mejor Director Novel en los Premios Goya, y la de Mejor Director en los premios Feroz.